# Идзуми (Осака)
Идзуми (яп. 和泉市 Идзуми-си) — город в Японии, находящийся в префектуре Осака. Площадь города составляет 84,98 км², население — 185 620 человек (1 августа 2014), плотность населения — 2184,28 чел./км².

## Географическое положение
Город расположен на острове Хонсю в префектуре Осака региона Кинки. С ним граничат города Сакаи, Кисивада, Каватинагано, Такаиси, Идзумиоцу и посёлки Кацураги, Тадаока.

## Население
Население города составляет 185 620 человек (1 августа 2014), а плотность — 2184,28 чел./км². Изменение численности населения с 1980 по 2005 годы:
| 1980 | 124 322 чел. |  |
| 1985 | 137 641 чел. |  |
| 1990 | 146 127 чел. |  |
| 1995 | 157 300 чел. |  |
| 2000 | 172 974 чел. |  |
| 2005 | 177 856 чел. |  |

## Символика
Деревом города считается камфорное дерево, цветком — нарцисс.